# Сива (приток Камы)
Си́ва — река в Пермском крае и Удмуртии, правый приток Камы.
Начинается на юго-западе Пермского края, в Частинском районе, затем течёт по Оханскому и Большесосновскому районам Пермского края и Воткинскому району Удмуртии. Впадает в Каму ниже Воткинской ГЭС. Длина — 206 км (144 км в Пермском крае и 72 км в Удмуртии), площадь бассейна — 4870 км², средняя высота водосбора — 167 м. Средний уклон — 0,4 м/км.

## География и гидрография
Исток реки в Частинском районе в 23 км к северу от села Частые. В верховьях река несколько раз меняет направление течения, в среднем и нижнем течении генеральное направление — юг и юго-запад. В верховьях образует границу между Частинским и Оханским районами, затем перетекает в Большесосновский район Пермского края и Воткинский район Удмуртии.
Долина реки довольно плотно заселена, особенно в нижнем течении. Крупнейший населённый пункт в долине Сивы — город Воткинск, который стоит неподалёку от места впадения Вотки в Сиву. Другие крупные населённые пункты на реке — сёла Черновское, Бердышево, Полозово (Пермский край), Первомайский (Удмуртия); деревни Красный Яр, Лисья (Пермский край), Черепановка, Гавриловка (Удмуртия).
Русло реки сильно извилистое, река часто образует меандры и старицы. Основные притоки впадают в Сиву справа, так как река течет параллельно Каме и большинство рек на левобережье Сивы текут к Каме. Долина реки — густонаселённая равнина, местами поросшая лесом. В среднем течении ширина Сивы 6 — 20 м, в нижнем 30 — 40 метров. Глубина 0,2 — 1,8 м. Высота берегов над водой 1,8 — 3,2 м.
Сива впадает в Каму ниже плотины Воткинской ГЭС, в 15 км к северо-западу от города Чайковский.

## Притоки
(км от устья)

Главные притоки — Буть, Соснова, Чёрная, Лып, Вотка.
- 12 км: Перевозная (пр)
- 23 км: Удебка (лв)
- 25 км: Малая Вотка (пр)
- Вогулка (пр)
- 35 км: Вотка (пр)
- 43 км: Сидоровка (пр)
- 56 км: Осиновка (пр)
- 57 км: река Большая Кивара (пр)
- Селишна (лв)
- 63 км: Кивара (пр)
- 65 км: Полым (лв)
- 72 км: Лып (пр)
- 73 км: Мостовая (лв)
- Лисья (пр)
- Сухоборка (лв)
- 94 км: Шестая (лв)
- 99 км: Вахринка (пр)
- 108 км: Кызылка (пр)
- 127 км: Нерестовка (пр)
- 134 км: Чёрная (пр)
- 139 км: Осиновка (лв)
- 150 км: Горюхалка (лв)
- 153 км: Соснова (пр)
- 158 км: Осиновка (лв)
- 174 км: Буть (пр)
- Пихтовка (лв)
- 191 км: Берёзовка (лв)
- 194 км: Ольховка (пр)
- Сухая Сива (пр)

## Данные водного реестра
По данным государственного водного реестра России относится к Камскому бассейновому округу, водохозяйственный участок реки — Кама от Воткинского гидроузла до Нижнекамского гидроузла, без рек Буй (от истока до Кармановского гидроузла), Иж, Ик и Белая, речной подбассейн реки — бассейны притоков Камы до впадения Белой. Речной бассейн реки — Кама.
Код объекта в государственном водном реестре — 10010101412111100015298.